# HMS Cygnet (H83)
Pour les autres navires du même nom, voir HMS Cygnet et NCSM St. Laurent.
Le HMS Cygnet (H83) est un destroyer de classe C lancé en 1931 pour la Royal Navy. En 1937, il est vendu à la Marine royale canadienne et y entre en service sous le nom de NCSM St. Laurent (H83). Le destroyer participe alors à l'escorte de nombreux convois dans l'Atlantique durant la Seconde Guerre mondiale, avant de rapatrier de nombreux soldats canadiens après la victoire ; il est retiré du service fin 1945 et démoli en 1947.